# Massacre do Instituto Politécnico de Querche
O massacre do Instituto Politécnico de Querche foi um massacre que ocorreu em 17 de outubro de 2018 em Querche, Crimeia. O estudante Vladislav Roslyakov, de 18 anos, atirou e matou 20 pessoas e feriu outras 73 antes de cometer suicídio. Foi o ataque escolar mais mortal na Rússia desde o cerco escolar de Beslan em 2004.

## Eventos

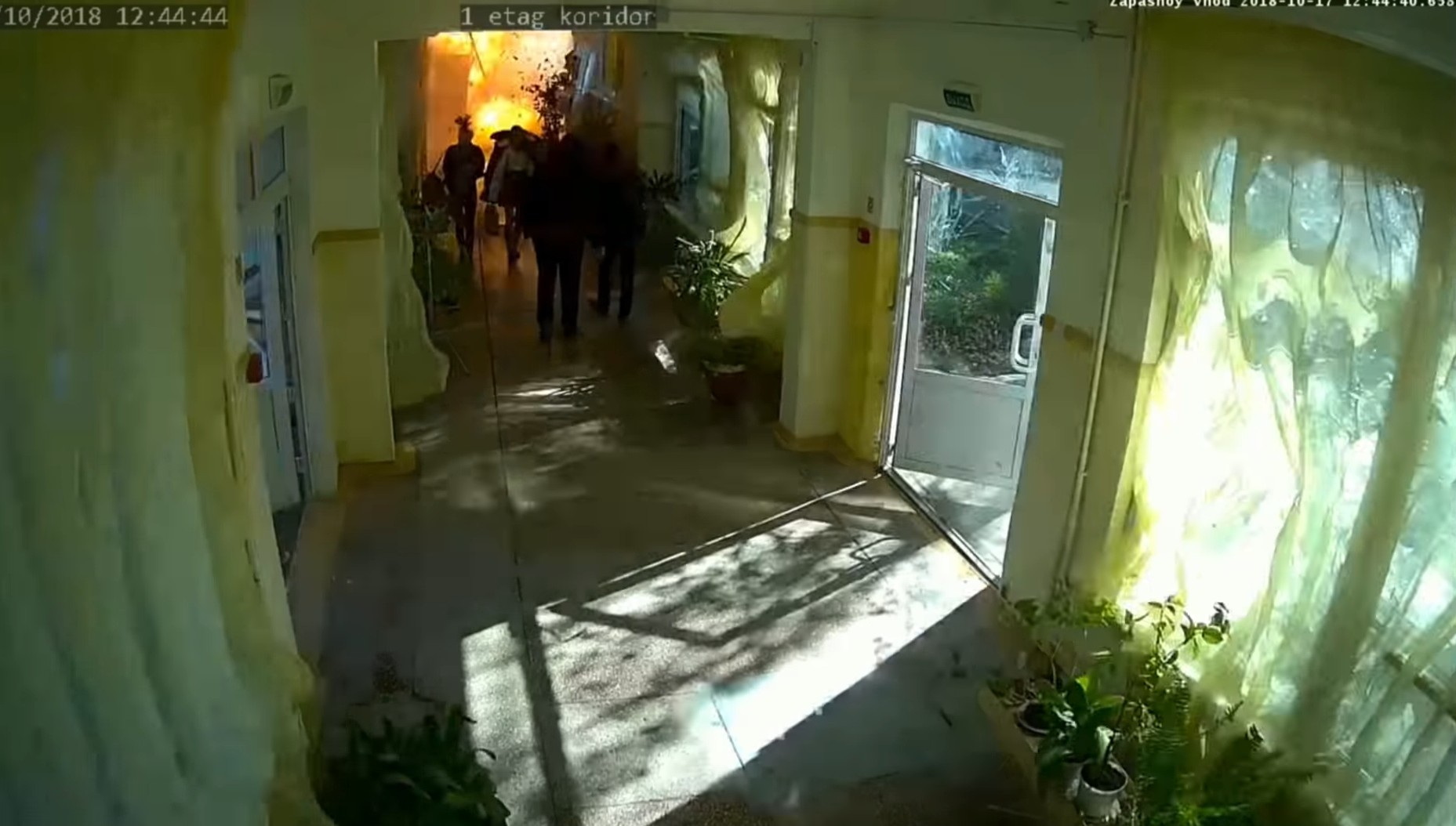
Explosão de uma bomba no refeitório

Vladislav Roslyakov comprou uma caçadeira em 8 de setembro de 2018 e comprou 150 cartuchos legalmente em uma loja de armas em 13 de outubro de 2018. Ele entrou no Instituto Politécnico de Querche em 17 de outubro de 2018 por volta das 11h40min, e pouco depois começou a disparar. O estudante Yuri Kerpek disse que o tiroteio durou mais de 15 minutos.
Várias testemunhas descreveram um atirador solitário, que andava de um lado para outro nos corredores do Politécnico de Querche e disparava aleatoriamente em colegas e professores. Ele também disparou contra monitores de computador, portas trancadas e extintores de incêndio. Uma grande bomba de elementos metálicos foi detonada no refeitório durante o ataque e a polícia local disse que desativaram mais explosivos no campus. No entanto, houve inicialmente variação nos relatos dos sobreviventes do incidente, com alguns alegando que uma grande bomba explodiu e outros descrevendo apenas tiros e o uso de granadas. Um estudante disse que a explosão foi provocada por 10 tiros de um único disparo, não por uma bomba automática.
O website da cidade alegou que a explosão ocorreu no primeiro andar, embora o tiroteio tenha ocorrido no segundo. A CNN informou que o canal de televisão estatal Rossiya 24 disse que 200 militares foram enviados para o local. Relatos de testemunhas oculares diferem entre 10 e 15 minutos sobre o tempo que levou para a polícia responder, embora a delegacia estivesse do outro lado da rua, a 300 metros (984 pés) do instituto. O massacre terminou quando o atirador cometeu suicídio na biblioteca do politécnico.
Imagens de vídeo gráficas do ataque foram capturadas por câmeras de vigilância da escola e posteriormente postadas no canal de YouTube e no site do programa de notícias Vesti.Krym. Estas filmagens foram posteriormente removidas de ambos os locais pouco depois.

## Vítimas
O Comité Nacional Antiterrorismo da Rússia disse que a maioria das vítimas eram adolescentes. De acordo com o Comité de Investigação, quinze estudantes e cinco professores morreram, todos devido a ferimentos de bala.
O vice-prefeito de Querche, Dilyaver Melgaziyev, inicialmente esclareceu rumores em 18 de outubro de que seis das vítimas tinham menos de 18 anos. Este número foi posteriormente revisado para onze. A ministra da saúde da Rússia, Veronika Skvortsova, disse a repórteres que um total de 70 pessoas ficaram feridas, 10 das quais foram descritas como em estado "crítico", incluindo cinco em coma.
O presidente do Conselho de Estado da Crimeia, Vladimir Konstantinov, disse que um total de 67 pessoas ficaram feridas e 21 pessoas foram mortas no ataque, 15 estudantes, 5 funcionários e o próprio perpetrador; 16 pessoas morreram no local, incluindo o suspeito, 4 pessoas morreram em hospitais e 1 durante o transporte. Também anunciou que as famílias das vítimas receberiam compensação financeira, com discussões preliminares sugerindo que os pagamentos seriam de 1 milhão de rublos (US$ 15 446,95) do orçamento federal russo e 1 milhão de rublos do orçamento local.
As autoridades da Crimeia divulgaram uma lista das 20 vítimas iniciais:
| Lista de vítimas                    | Lista de vítimas | Lista de vítimas | Lista de vítimas                                                                              |
| Nome da vítima                      | Idade            | Ocupação | Circunstância de morte                                                                        |
| ----------------------------------- | ---------------- | --- | --------------------------------------------------------------------------------------------- |
| Svetlana Yuriyivna Baklanova        | 57               | Vice-diretora de assuntos académicos Docente de matemática                                                                                        | Ferimento de bala no peito                                                                    |
| Anastasia Viatcheslavovna Baklanova | 26               | Diretora de trabalho de informação e orientação profissional Chefe do departamento de TIC e relações públicas Docente de finanças e economia      | Ferimento de bala na cabeça                                                                   |
| Larisa Borisovna Kudryavtseva       | 62               | Diretora do departamento de disciplinas químico-tecnológicas e mecânicas Docente de equipamentos tecnológicos                                     | Ferimento de bala no peito                                                                    |
| Olexander Volodimirovich Moiseenko  | 46               | Docente de tecnologia da informação, ciência da computação, computação gráfica e astronomia Curador do grupo MEPZ-15-1/9, onde Roslyakov estudou. | Ferimentos de bala                                                                            |
| Lyudmila Alexandrovna Ustenko       | 64               | Secretária | Ferimentos de bala                                                                            |
| Ksenia Alexandrovna Boldina         | 17               | Estudante | Morreu como resultado da explosão                                                             |
| Vladislav Yevhenovich Verdibojenk   | 15               | Estudante |                                                                                               |
| Victoria Vitalievna Demchuk         | 17               | Estudante | Ferida na explosão. Morreu no hospital devido a ferimentos após cirurgia para amputar a perna |
| Ruden Rishatovich Juraev            | 16               | Estudante | Ferimento de bala                                                                             |
| Anna Alexandrovna Juravleva         | 19               | Estudante |                                                                                               |
| Roman Valerievich Karymov           | 21               | Estudante |                                                                                               |
| Alina Sergeyevna Kerova             | 16               | Estudante | Morreu como resultado da explosão                                                             |
| Alexey Vitaliovich Lavrinovich      | 19               | Estudante. Estudou no mesmo grupo com Roslyakov.                                                                                                  | Morreu no hospital devido a um ferimento de bala.                                             |
| Vladislav Vitaliovich Lazarev       | 19               | Estudante |                                                                                               |
| Ruslan Valerievich Lysenko          | 17               | Estudante |                                                                                               |
| Egor Andriovich Perepelkin          | 19               | Estudante |                                                                                               |
| Danil Igorovich Pipenko             | 16               | Estudante | Ferimento de bala nas costas                                                                  |
| Serguey Alexandrovich Stepanenko    | 15               | Estudante |                                                                                               |
| Nikita Danilovich Florensky         | 16               | Estudante |                                                                                               |
| Daria Alexandrovna Chegerest        | 16               | Estudante |                                                                                               |
| Vladislav Igorevich Roslyakov       | 18               | Estudante. Perpetrador do assassinato | Ferimento de bala na cabeça (suicídio)                                                        |

## Perpetrador
O ataque foi perpetrado por um estudante do quarto ano do instituto, Vladislav Igorevich Roslyakov (em russo:  Владисла́в И́горевич Росляко́в).
Quando Roslyakov tinha cerca de dez anos, o seu pai sofreu um grave ferimento na cabeça e começou a ficar incapacitado e agressivo com Roslyakov, sua mãe e outros parentes, levando os seus pais a terminaram a relação. Roslyakov estudou sem interesse em uma escola local e tinha classificações baixas. Ele tinha poucos amigos e os seus hobbies incluíam armas e videojogos. Em 2015, matriculou-se no instituto para estudar e tornar-se eletricista. No instituto, ele desenvolveu um interesse em explosivos e armas e começou a levar uma baioneta de faca para a aula. Um dia ele soltou spray de pimenta em uma aula e não explicou os seus motivos. A sua mãe era uma Testemunha de Jeová, que limitava a atividade social de Roslyakov, vasculhava os seus bolsos e recusava-se a permitir que ele fosse ao cinema ou usasse um computador, até completar 16 anos. Nos dias antes do ataque, ele afirmou que não acreditava na vida após a morte e na véspera do ataque, segundo vizinhos, Roslyakov queimou uma Bíblia na qual ele tinha destacado alguns versos.
Um amigo alegou que Roslyakov "odiava muito o politécnico" e jurou vingança contra os seus professores. Também houve relatos de que ele pode ter sofrido bullying. De acordo com uma ex-namorada, Roslyakov informou-lhe que tinha perdido a fé nas pessoas quando os seus colegas começaram a ridicularizá-lo por ser diferente. Nos dias que antecederam o ataque, ele discutiu a ignorância por parte das outras pessoas, a falta de propósito na sua vida, tiroteios em massa e suicídio nas redes sociais. Roslyakov estava em várias comunidades on-line dedicadas a serial killers.
Imagens de vigilância do incidente mostram Roslyakov vestindo calças pretas e uma t-shirt branca estampada com a palavra russa "(НЕНАВИСТЬ)" (ódio) enquanto ele carrega uma caçadeira Hatsan Escort Aimguard de ação de bombeamento calibre 12 com uma empunhadura de pistola. A sua roupa se assemelhava à de Eric Harris, um dos autores do massacre da Columbine High School em 1999, o que levantou a especulações de que o massacre era um crime imitador. De acordo com alguns noticiários russos, ele era um membro de vários fã-clubes de Eric Harris e Dylan Klebold nas redes sociais, e informou alguns amigos da sua crença de que "seria bom se houvesse um massacre", especificamente referindo-se ao massacre da Columbine High School como um exemplo. Além disso, ele também mencionou a sua crença nos dois criminosos serem "admiráveis". Como o Eric Harris e Dylan Klebold, Roslyakov cometeu suicídio na biblioteca do instituto, atirando em si mesmo com a sua espingarda. O seu corpo permaneceu sem reclamações por várias semanas, mas em novembro de 2018, alguns meios de comunicação disseram que ele provavelmente foi cremado e as cinzas foram sepultadas em um algum lugar sob um nome falso. Após a tragédia, a sua mãe, que trabalhava num dos hospitais que acolheu algumas das vítimas do assassinato, foi internada em um hospital psiquiátrico depois de tentar acabar com a sua vida. O seu pai morreu em dezembro de 2019 após ser ferido na cabeça durante um assalto.

## Investigação

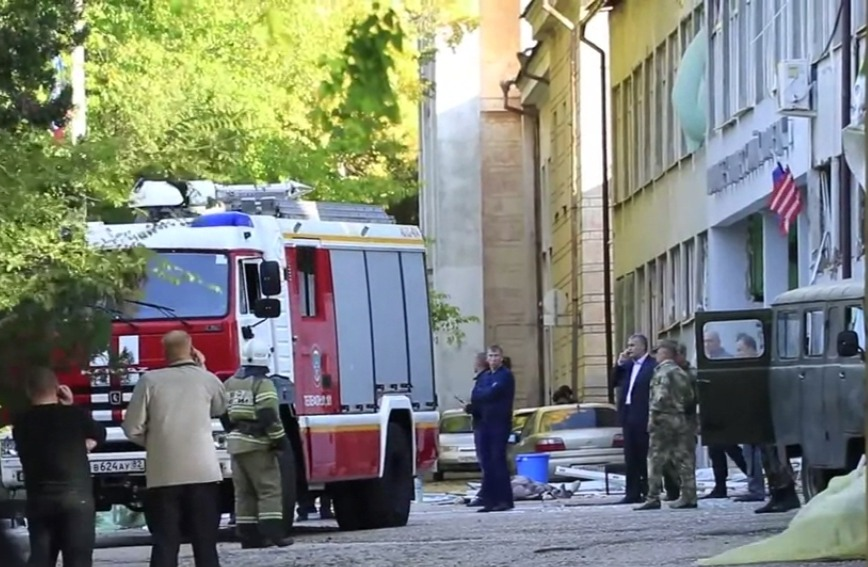
Serviço de emergência do lado de fora do Instituto Politécnico de Querche

O Comité de Investigação da Rússia inicialmente classificou o ataque como terrorismo, mas depois mudou-o para assassinato em massa. Após os primeiros relatos de um suposto ataque terrorista em Querche, muitos políticos e os média russos sugeriram que os eventos eram atividades de "sabotadores ucranianos" e que o governo ucraniano era responsável, mas mudaram de opinião depois que mais informações surgiram, enquanto outros questionaram se Roslyakov foi devidamente verificado antes de ser autorizado a comprar uma arma e munições, o que ele fez legalmente.
Nos dias imediatamente após o massacre, investigadores pesquisaram o passado de Roslyakov na tentativa de determinar precisamente o seu motivo. Esses investigadores também revelaram que, em última análise, estavam a tratar o incidente como um tiroteio escolar calculado. As autoridades investigaram questões preocupações no caso, como onde Roslyakov conseguiu 30 000-40 000 rublos (cerca de US$ 450-600) para a arma, e onde ele aprendeu a usá-las. Foi descoberto que Roslyakov obteve uma licença de arma em 2018 e possuía a arma legalmente, depois de completar um treinamento legalmente exigido sobre segurança de armas e apresentar todos os documentos necessários, incluindo relatório médico. Ele frequentava periodicamente um clube de tiro. Pouco antes do tiroteio, ele comprou legalmente 150 cartuchos de munição.
O Comité de Investigação ordenou uma avaliação psiquiátrica póstuma de Roslyakov. O primeiro-ministro da Crimeia, Serguey Aksyonov, afirmou em 18 de outubro que era possível que o perpetrador tivesse um cúmplice, e a polícia estava à procura do indivíduo que "estava a treinar" Roslyakov para o crime. No entanto, em 9 de novembro de 2018, o Comité de Investigação chegou à conclusão de que Roslyakov agiu sozinho.

## Reações

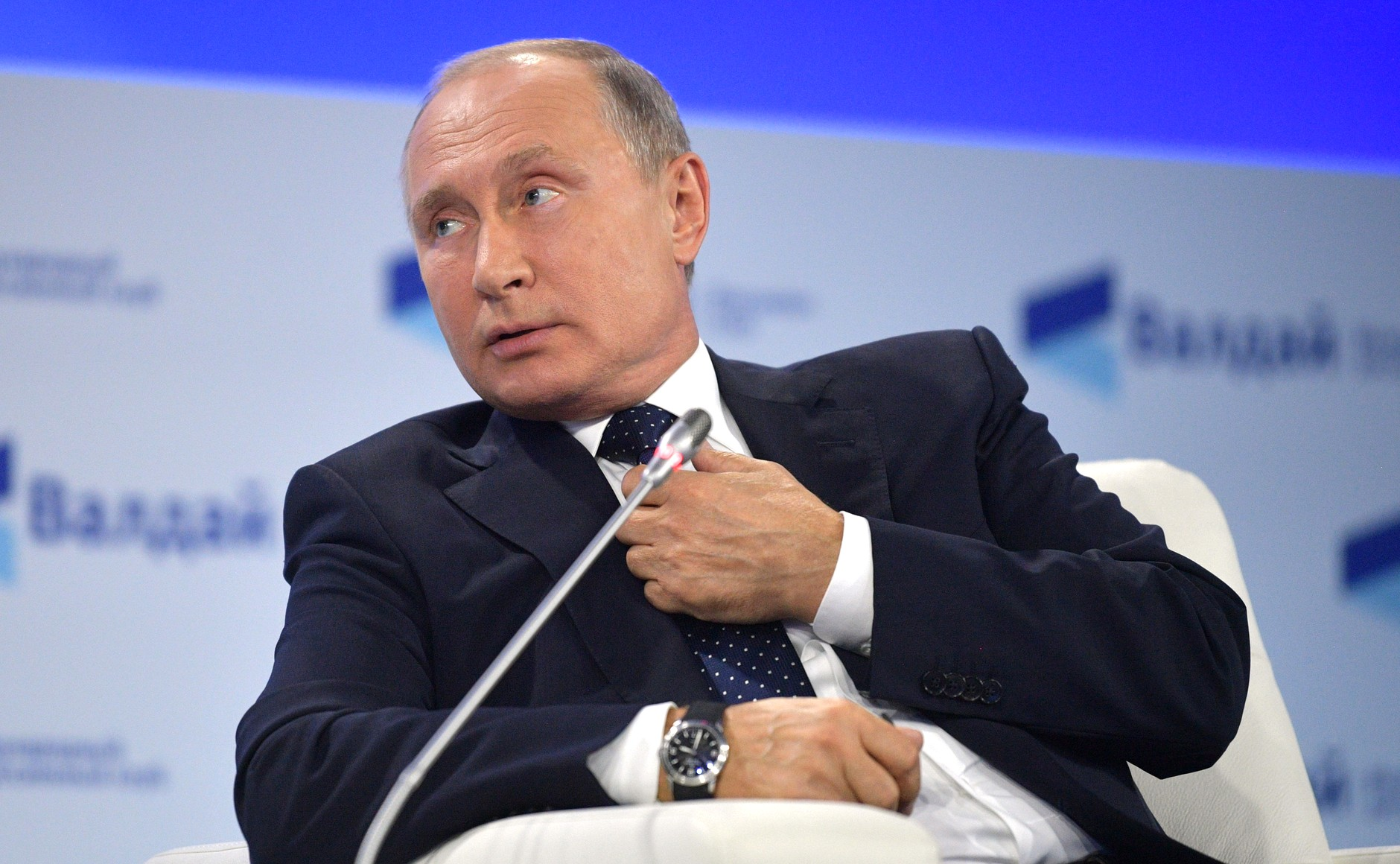
Vladimir Putin na reunião XV do clube Valdai em 18 de outubro

O primeiro-ministro da Crimeia, Serguey Aksyonov, decretou três dias de luto pelas vítimas do ataque. O presidente do Conselho de Estado da Crimeia, Vladimir Konstantinov, disse que era impossível conceber que o suspeito Vladislav Roslyakov, de 18 anos, tinha preparado o ataque dizendo: "No terreno, ele agiu sozinho, que já foi apurado e conhecido, mas na minha opinião e na opinião dos meus colegas, este desprezado não poderia ter realizado os preparativos."
Sergey Mikhailovich Smirnov, vice-chefe do Serviço Federal de Segurança da Rússia (FSB), disse que os serviços de segurança precisavam ter maior controlo sobre a Internet. O presidente russo Vladimir Putin disse no clube de discussão Valdai em Sochi que o ataque parecia ser o resultado da globalização, das redes sociais e da internet, e que "tudo começou com os trágicos eventos nas escolas dos Estados Unidos… não estamos a criar [a Internet] conteúdo saudável para os jovens… o que leva a tragédias desse tipo. O analista político russo Sergey Mikheyev na TV estatal russa, culpou o ataque à "subcultura ocidental", alegando que ela "constrói a sua matriz no culto à violência… quem tem uma arma nas mãos está certo. Esta é uma abordagem puramente americana sobre o assunto". Alguns viram estas observações como parte dos russos culpando o Ocidente pelo ataque e uma ligação com o passado de Putin como chefe do Kremlin e do FSB antes de se tornar presidente. O The Irish Times disse que eles eram "desconfiados da internet e das redes sociais, vendo-os como tecnologias dominadas pelo Ocidente que podem ser usadas para incitar a dissidências e protestos nas ruas".
Líderes de vários países expressaram as suas condolências às vítimas do ataque, incluindo Alemanha, Arménia, Bélgica, Canadá, Estónia, Finlândia, Irão, Itália, Polónia, Reino Unido, Tailândia e Venezuela. O presidente ucraniano Petro Poroshenko expressou condolências às vítimas, que ele descreveu como cidadãos ucranianos, afirmando que a Procuradoria-Geral da República Autónoma da Crimeia tinha iniciado processos criminais sob o artigo "ato de terrorismo". O secretário-geral do Conselho da Europa, Thorbjørn Jagland, e o secretário-geral das Nações Unidas António Guterres, também expressaram condolências.
Alguns jornais descreveram o ataque como "Columbine da Rússia", uma referência ao massacre do ensino médio dos Estados Unidos em 1999. Steven Rosenberg disse que o ataque não deve ser surpreendente, pois ele observou que já houve cinco ataques em escolas na Rússia em 2018, onde várias crianças ficaram feridas. Um artigo do The Telegraph também afirmou que houve meia dúzia de ataques escolares na Rússia em 2018, embora tenha alegado que os incidentes anteriores envolviam facas e pistolas traumáticas em vez de armas de fogo de alta potência.

## Consequências
Os alunos voltaram aos estudos em 23 de outubro, com postos de controlo nas entradas em que as identidades dos alunos são confirmadas. Um porta-voz da Direção da Região de Rostov do Ministério de Emergência russo, disse aos repórteres: "Um exame foi realizado. De acordo com as informações preliminares, não há perigo de desabamento [da estrutura]."

### Alteração das leis
Em 25 de outubro de 2018, o presidente russo Vladimir Putin exigiu que a Rosgvardia tomasse medidas para reforçar o controlo no campo do tráfico de armas. Alguns dias antes, a Rosgvardiya revelou que desenvolveu mudanças nas regras de circulação de armas e munições para ele no território da Rússia, que previa a imposição aos proprietários de armas de notificar os órgãos territoriais sobre o armazenamento de armas num local permanente. No início de dezembro de 2018, o general do Exército Viktor Zolotov informou que o presidente recebeu um conjunto de medidas preparadas pela Rosgvardia e pelo FSB da Rússia para "melhorar o controlo sobre a circulação de armas".
Em 18 de outubro de 2018, um membro do Comité de Educação e Ciência da Duma Federal, Nikolai Zemtsov, declarou a necessidade de aumentar para 21 a idade a partir da qual os cidadãos, com exceção de militares e policiais, podem comprar armas de fogo. O projeto de lei correspondente foi apresentado pelo deputado ao conselho especializado do grupo parlamentar do partido Rússia Unida. O Comité de Construção e Legislação do Estado da Duma Federal anunciou a sua disponibilidade para considerar e apoiar este projeto e a iniciativa também contou com o apoio da liderança da Rosgvardia. Em 26 de novembro de 2018, o Conselho Estadual da República do Tartaristão submeteu um projeto semelhante à Duma Federal.
A vice-presidente da Duma Federal, Irina Yarovaya, desenvolveu um projeto de lei que prevê a criação de um procedimento especial para a obtenção de uma licença de caça e uma licença para a compra de armas de fogo de cano longo e alma lisa por pessoas com idade entre 18 e 21 anos. A deputada propôs estabelecer uma série de requisitos adicionais para pessoas dessa faixa etária que queiram ter armas. Em janeiro de 2019, o Ministério de Recursos Naturais e Meio Ambiente da Rússia iniciou o desenvolvimento de um projeto de lei que introduziria um exame especial para caçadores.

### Incidentes de imitação
- Em 28 de maio de 2019, o estudante Daniil Pulkin, de 15 anos, cometeu um ataque com um machado e coquetéis Molotov (que ele não usou) em Volsk, oblast de Saratov, Rússia, o que deixou uma colega gravemente ferida. Ele era obcecado por Roslyakov[86] e em agosto de 2020, o menor foi condenado a sete anos de prisão em um reformatório.[87]

- Em fevereiro de 2020, o Serviço Federal de Segurança da Rússia descobriu e evitou um ataque terrorista em duas instituições de ensino em Querche, preparado por dois adolescentes de 16 e 17 anos que apoiavam as ideologias de Vladislav Roslyakov. As buscas nas suas casas descobriram dispositivos explosivos improvisados e componentes para a fabricação de explosivos comprados pela internet, que foram testados em animais.[88] O tribunal da Crimeia decidiu prender os adolescentes durante dois meses.[89]

- Em 11 de maio de 2021, Ilnaz Galyaviev, de 19 anos, cometeu um atentado em uma escola em Cazã semelhante ao massacre de Querche, usando também uma bomba e uma arma semelhante à usada por Roslyakov.[90]

## Memoriais

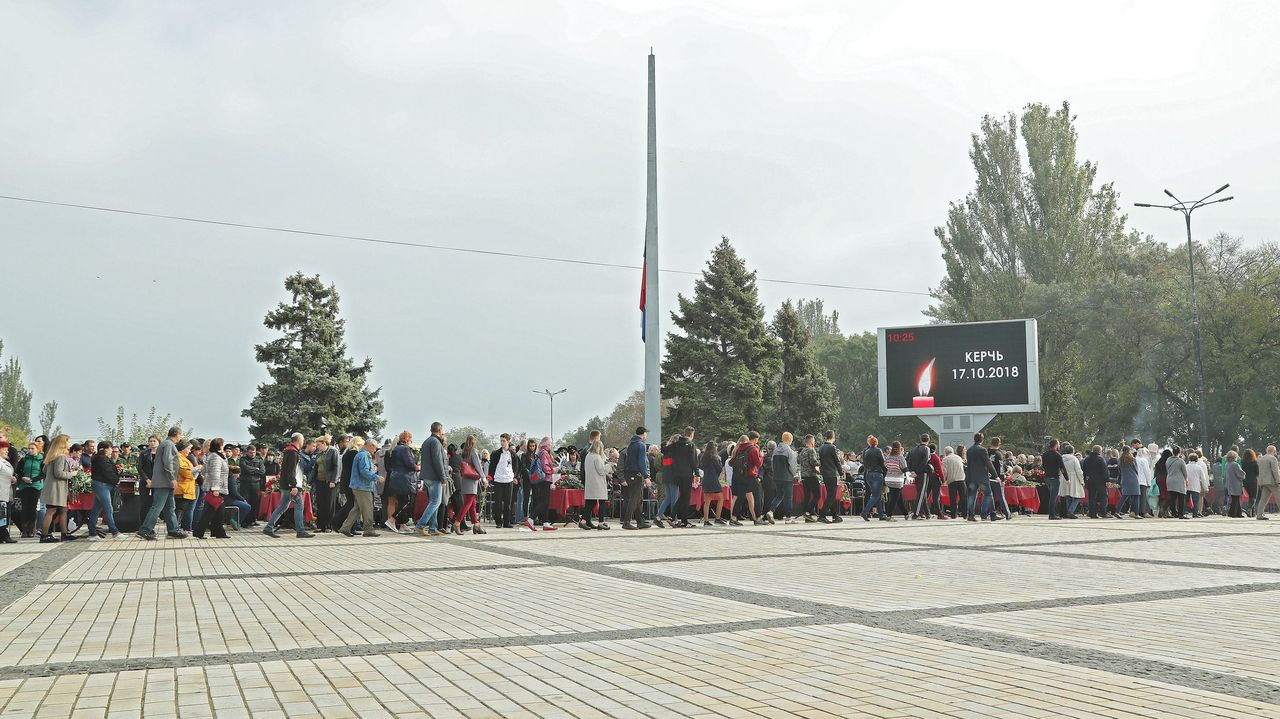
Cerimónia de luto às vítimas do assassinato em 19 de outubro.

Em várias partes da Rússia e em outros países, centenas de pessoas reuniram-se para homenagear as vítimas. O memorial de Querche no Jardim de Alexandre, em Moscovo, foi decorado com flores. Um memorial improvisado foi criado no lado de fora do instituto, para que moradores e sobreviventes trouxessem flores e brinquedos.
Um memorial aberto e um funeral para as vítimas foi realizado na praça central de Querche, com um discurso de Serguey Aksyonov, que disse à multidão; "Não queremos conversar, queremos chorar. A história da Crimeia será dividida em dois — antes e depois de 17 de outubro. Precisamos ser fortes, precisamos ser corajosos". Cerca de 20 000 pessoas estiveram presentes no funeral público em Querche.
Em outubro de 2021, foi inaugurado em Querche um monumento aos alunos e professores que morreram no instituto de Querche, no antigo local onde estava uma laje com os nomes das vítimas esculpidos. O esboço do memorial foi escolhido pelos parentes das vítimas e o autor do monumento foi o escultor Andrei Kovalchuk.

## Na cultura popular
- Em abril de 2019, a empresa de filmes "Bazelevs" de Timur Bekmambetov, anunciou que iria gravar um filme no formato screenlife sobre o massacre do Instituto Politécnico de Querche. Leonid Marantidi, funcionário da publicação Meduza, foi nomeado diretor do filme e Ksenia Leonova, jornalista do Kommersant e da Forbes, foi nomeada guionista.[96]